# イアン・ブラウン
イアン・ブラウン（Ian Brown、1963年2月20日 - ）は、イギリス、マンチェスター出身のシンガーソングライター。1984年、ストーン・ローゼズでデビュー。1996年に解散後、1998年にソロデビュー。

## 出生
- 1963年2月20日にイギリス、チェシャー州のウォリントンで職人のジョージ、電話受付嬢のジーンのブラウン夫妻の3人兄妹の長男として生まれる（弟にデヴィット、妹にシャロンがいる）。
  - イアンはインタビューで家族について、父親は「優しく」母親は「はっきりものを言う女性」「生まれ育ったのはウォリントン。ひどい町だったけど楽しかったよ。家は貧乏で地味だった。親父は、まあ、俺と似てるかな」と語っている。
- 1969年に一家でマンチェスターの中心から数マイル離れたティンパーリーに引っ越す。
  - そのころの生活を「ウォリントンに住んでた時は庭というか、ただの裏庭しかなかったけど、ティンパーリーの家は芝生付きの裏庭があったんだ。親父は煙草を吸わなかったし、かと言って大酒飲みでもなかったから、ありがたかった。家は線路沿いにあった。マンチェスターの中心地までは6マイルぐらいで、電車だと20分くらいで行けるんだ。だから7歳のころから通ってたよ」

## 音楽と格闘技との出会い
- ティンパーリーに引っ越した後音楽の影響を受けるようになったと言い「ばあちゃんから7インチのシングル盤を山ほどもらったんだ。トム・ジョーンズの『よくあることさ』、ビートルズの『ヘルプ！』と『アイ・フィール・ファイン』それからストーンズの『アンダー・マイ・サム』と『一人ぼっちの世界』、スプリームスの『ザ・ハプニング』と『ラブ・チャイルド』もあったな。あれが初めて手にしたレコードで、今も持ってるよ。俺は7，8歳で、ダンセット社製のポータブルプレイヤーを持ってたんだ。」

「子供の頃は、北部では誰でもビートルズに夢中で、俺も同じだった。次にT・レックスの『メタル・グルー』を聴いたんだけど、あれが地元のマーケットで買った初めてのシングルだったな。9歳になると、ギャリ―・グリッターが好きになった。『ロックンロール・パート1』は素晴らしい曲だよ。今でもスレイドは偉大なバンドだと思ってるし、ノディ・ホルダーはイギリスが生んだ最高のシンガーの一人だよ。ジョン・レノンみたいな歌声で、荒々しく、おそろしく力いっぱい歌うんだ」「アリス・クーパーも好きだった。1976年のクリスマスに彼の『ビリオン・ダラー・ベイビーズ』をもらって聴くまでは、実はアルバムとは何なのかもよく分かってなかった。それまではシングルがすべてだったんだよ。お袋は『サウス・パシフィック』のサントラ盤とペリー・コモのアルバムを持ってた。俺がアリス・クーパーの『スクールズ・アウト』に夢中になったのは12歳の時。それからセックス・ピストルズが起こしたビル・グランディ事件が新聞に載って、パンクが好きになった。アルバムも買ったよ。1977年3月にはピカデリー・ラジオで流れたアドヴァーツを聴いてシングルの『ワンコード・ワンダーズ』を買った。ピカデリー・ラジオはクラッシュの『キャリア・オポチュニティーズ』と『ジェニー・ジョーンズ』も流してたな。ラジオだと曲の途中までしか流れないけど、それをカセットテープに録ってね。ちょうどクラッシュがアルバムをリリースする時だったから、ラジオで曲を宣伝してたんだ」と語っている。
- また格闘技にものめりこみ始め「子供の頃のアイドルと言えば、モハメド・アリに尽きる。1974年のジョージ・フォアマン戦は今でもはっきり覚えてるし、本も全部買ったよ。部屋の壁はアリの写真で埋め尽くされてた。まあ、その後、ピストルズの写真に代わるんだけど」。学校が終わると自転車で4マイル離れた空手の道場に通うようになり、曰く「空手は本当に好きだった。11の時に初めて18歳まで続けたよ。沖縄県警が採用する武人会を選んだんだけど、まあ、病みつきになったね。毎日練習して、14の時には教える立場になってたよ。毎週土曜日は稽古をつけるんだ。茶帯になって、黒帯になる数週間前にブルース・リーの本を読んでたら、『俺の段位を決めるこの人たちはいったい誰なんだ？』って文があって、この言葉には考えさせられたよ。子供の頃、彼は学校で一番賢くて、それはそれですごかったけど、心に決めてた事があった。基礎から学ぶんじゃなくて、空手も言われたとおりにはしなかったんだ。俺自身にもそういう考え方に陥った事があって、これはどこかパンクに通じてる気がする。結局、彼は白帯で終わったんだけど、そうした姿勢を彼から学んでたんだと思う。それで俺も最終的には道場を去ったんだから。後悔してるよ、馬鹿な事をしたって。だけど1978年の当時はパンクロックに夢中だったから。黒帯になれてたら、どんなにすごかっただろうね。毎晩のように練習してたし、放課後も一対一で教えてもらってたし」、

### ジョン・スクワイアとの出会い
13歳の頃にジョン・スクワイアとつるみ始めたと言う。「近所の空き地に砂場があって、4，5歳くらいの時に、そこで会ってたかもしれないんだ。ジョンは覚えてて、俺は裸になって砂場で遊んでたらしいよ。」「つるみ始めたのは13か14の頃。1977年は、あいつが学校でひどい目に遭ってて、俺が助け出してやったんだ。同じ通りに住んでたのは知ってたけど、まだつるんでなかった。その夜、あいつが何だか可哀想に思えて、レコードを何枚か持ち込んだんだ。俺は『ゴッド・セイヴ・ザ・クイーン』を買ったばかりの時で、すごく興奮してて、ジョンの家まで行ったのも、きっとその頃じゃないかな。あの時はクラッシュのファーストLPとアドヴァーツの『ワン・コード・ワンダーズ』を持って、ドアをノックしたんだ。あいつが持ってたのは、ビートルズの『ライブ・アット・ザ・ハリウッド・ボール』だった。まともなLPは持ってなくて、コンピレーションアルバムしかなかった。サーファーが一人で写ったジャケットのビーチ・ボーイズの『ゴールデン・グレイツ』とかで、だから俺のレコードをかけたら、すぐに飛びついてきたよ。特にクラッシュが好みになったみたいで、あいつも同じアルバムを買ったんだ。ピストルズの『ゴッド・セイヴ・ザ・クイーン』も手に入れたね。初めて会った頃のジョンはひたすら美術に熱中してた。ゲームとかは一切やらなくてね。学校の制服にもクラッシュ風にステンシルで文字をあしらってて、俺のシャツにもしてもらったよ。外に出るときはタイトなパンツにサスペンダーそれとスポーツシューズ、それが俺たちの格好だった。それと、安全ピンを刺した黒のジャケットを着るんだ。シャツのロゴは『ユー・ジェネレーション』で、ジェネレーションXとかクラッシュがしたみたいにスプレーで書いたんだ。こんな感じで、まずは目にしたものをまねしながら、次第に自分たち独自のものにしていったんだよ。」

## 人物
- イアンとジョン

「砂場の出会い」の幼馴染、イアン・ブラウンとジョン・スクワイア。しかしローゼズ末期から関係が疎遠になり、解散後しばらくは互いにメディアを通し批判合戦を行うほどの関係になっていた。しかし最近になってジョンがイアンにデモテープを送り、それを聴いたイアンから称賛のコメントが出るなど関係は改善された模様。
- ファーストアルバム

ローゼズ末期のメンバーであるアジズ・イブラヒム、ロビー・マディックス、ナイジェル・イッピンソンやオリジナル・メンバーのマニとレニ（ドラムループのみ提供）が参加して作られたアルバム。ローゼズのためにイアンが書き、ストーン・ローゼズ最後のステージで披露された"Ice Cold Cube"も収録。関係が疎遠になったジョンはもちろん不参加。イアンとマニは2004年のアンクルのシングル"Reign"でも共演している。
なおイアンは世界最高のバンドはストーン・ローゼズであると公言してはばからない。

## トピック
- キングモンキー

イアンのニックネーム。ドッジーのマシュー・プリーストが考案したとされている。
- 逮捕

1998年2月に飛行機で客室乗務員に暴力をふるったとされ逮捕。本人は否定するも、結局収監され98年12月からのUKツアーは中止となった。この時の体験を元に書いた曲が“Free My Way”（『ゴールデン・グレイツ』収録）。
2005年3月にはサンフランシスコでの公演中に観客と喧嘩になり逮捕。さらに2009年11月には妻へのドメスティック・バイオレンスの容疑で逮捕されている。
- オアシスとイアン

オアシスのギャラガー兄弟がストーン・ローゼズのライブを観に行って大きな感銘を受けた話は有名だが、その後2004年にノエル・ギャラガーがイアンに楽曲を提供。"Keep What Ya Got"でコラボレーションを果たす。ノエルが書いた「イアン・ブラウンぽい曲」とはイアンとの作業で、さらにイアン色が強まった。
- ザ・パトロール

イアンがジョンとともにローゼズ以前に所属していたバンド。この時イアンはベースを担当していた。
- アディダス

イアンのアディダス好きは有名で、その結果2005年にスーパースター35周年記念としてイアン・ブラウン・モデルのスニーカーが作られた。なおイアンは2005年のサマーソニックにピンクのアディダスのジャージを着てステージに上がり周囲を驚かせた。

## ディスコグラフィー

### スタジオ・アルバム
- 1998年 Unfinished Monkey Business アンフィニッシュト・モンキー・ビジネス
- 1999年 Golden Greats ゴールデン・グレイツ
- 2001年 Music Of The Spheres ミュージック・オブ・ザ・スフィアーズ
- 2004年 Solarized ソウラライズド
- 2007年 The World Is Yours ザ・ワールド・イズ・ユアーズ
- 2009年 My Way マイ・ウェイ
- 2019年 Ripples リップルズ

### リミックス・アルバム
- 2002年 Remixies Of The Spheres　リミキシーズ・オヴ・ザ・スフィアーズ

### 編集盤
- 2005年 The Greatest  グレイテスト・ヒッツ

### コラボレーション
- 1999年 Be There（UNKLE feat. Ian Brown）
- 2004年 Reign（UNKLE feat. Ian Brown）

### 映像作品
- 2005年 Greatest Hits DVD (PVとテレビ出演、ライブの映像などを収録)

## ソロ来日歴
- 1998年8月2日、フジロックフェスティバル グリーン・ステージ
- 1999年3月、東京、大阪、名古屋の計5公演
- 2000年7月30日、フジロックフェスティバル グリーン・ステージ
- 2001年12月、東京、名古屋計3公演
- 2002年7月28日、フジロックフェスティバル レッド・マーキー
- 2004年2月28日、Salem Innovation Sessions
- 2005年8月13日、14日、サマーソニック ソニック・ステージ
- 2008年3月4日、大阪 BIGCAT、6日 東京  O-EAST
- 2008年7月26日、フジロックフェスティバル レッド・マーキー
- 2010年8月1日、フジロックフェスティバル ホワイト・ステージ